# Frontier Airlines
Cet article concerne la compagnie aérienne fondée en 1994. Pour la compagnie aérienne du même nom fondée en 1950, voir [[:Frontier Airlines (1950–1986) (en)]].
Frontier Airlines est une compagnie aérienne américaine à bas coûts. Elle exploite des vols intérieurs et internationaux à partir de son hub principal de l'aéroport international de Denver.

## Histoire
Son inauguration remonte au 5 juillet 1994. En avril 2008, la compagnie se place sous la protection du Chapitre 11 de la loi américaine sur les faillites. Elle a été en juin 2009 reprise par Republic Airways. En octobre 2013, Republic Airways vend Frontier Airlines au fonds Indigo Partners LLC pour 145 millions de dollars.
En septembre 2021, le dernier Airbus A319 est retiré de la flotte au profit d'avions de plus grande capacité comme l'A320 et l'A321.
En février 2022, Frontier Airlines annonce un projet de fusion avec Spirit Airlines pour 2,9 milliards de dollars.

## Destinations
Frontier Airlines dessert actuellement 74 destinations à travers le Costa Rica, le Mexique, la République dominicaine et les États-Unis.
En 2015, Frontier Airlines annonce qu'elle cessera ses vols à destination de Wilmington pour des raisons économiques.

## Flotte

### Flotte actuelle
Au 9 mai 2025, les appareils suivants sont en service au sein de la flotte de Frontier Airlines :

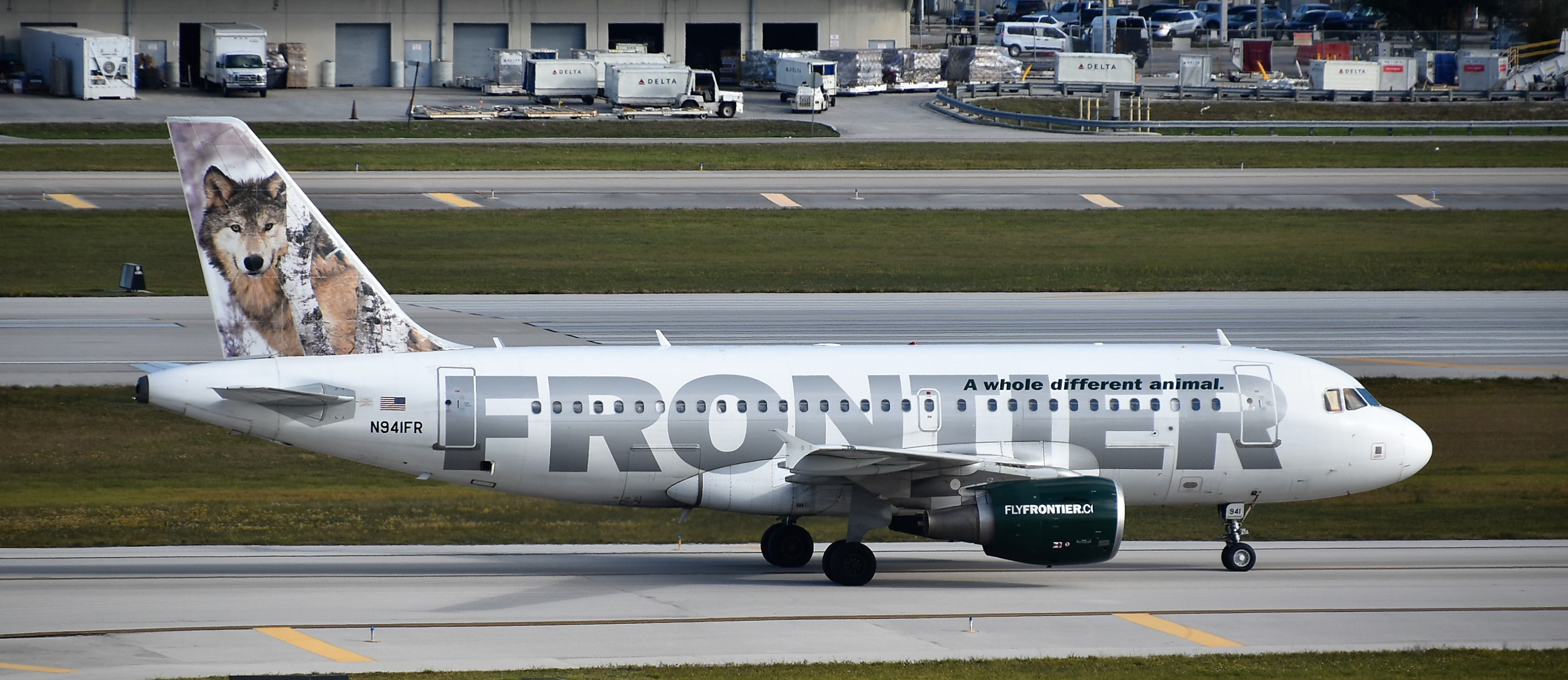
Airbus A319
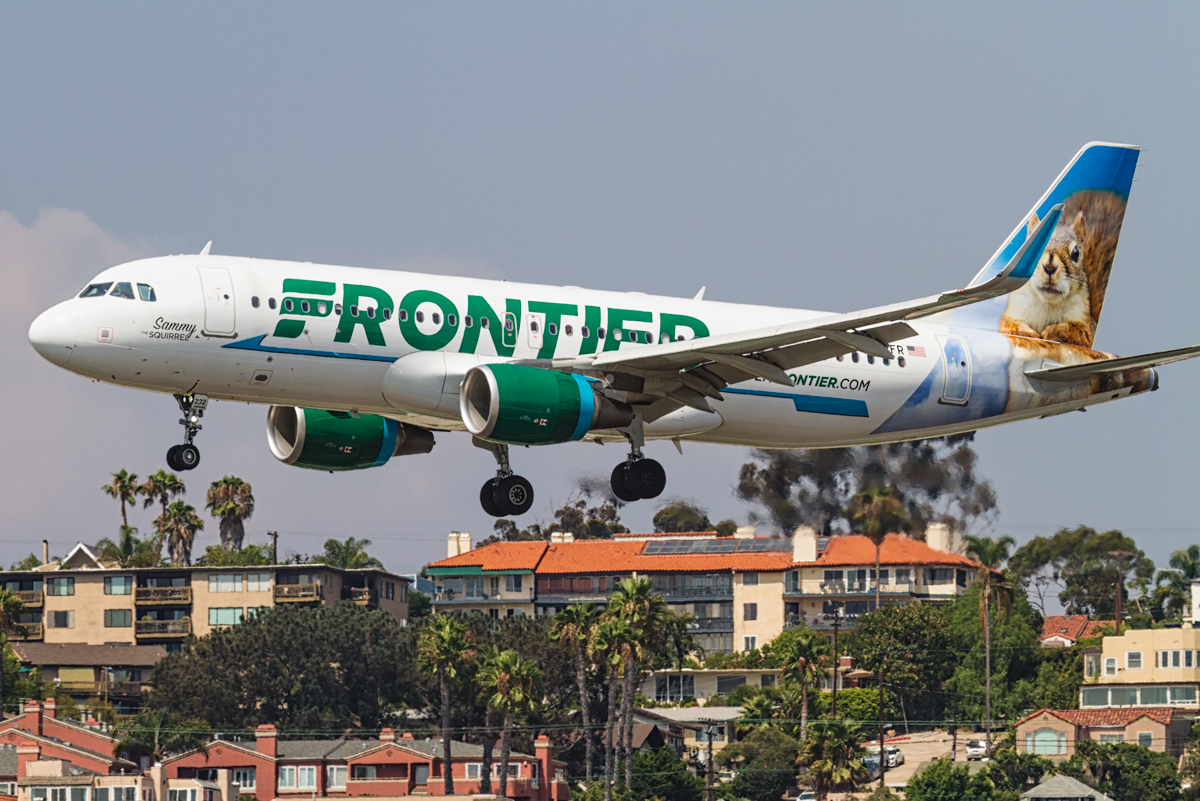
A320
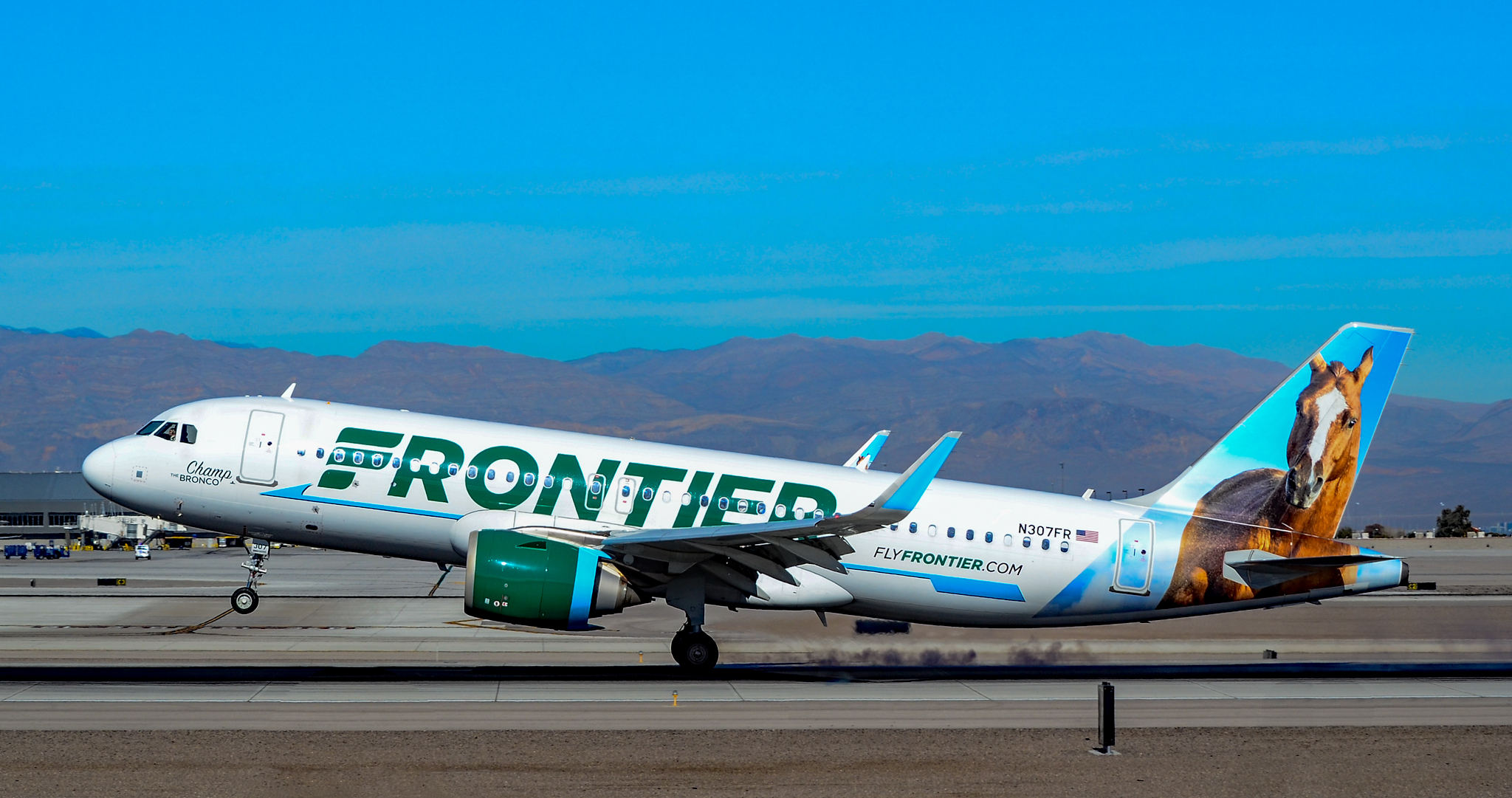
A320neo
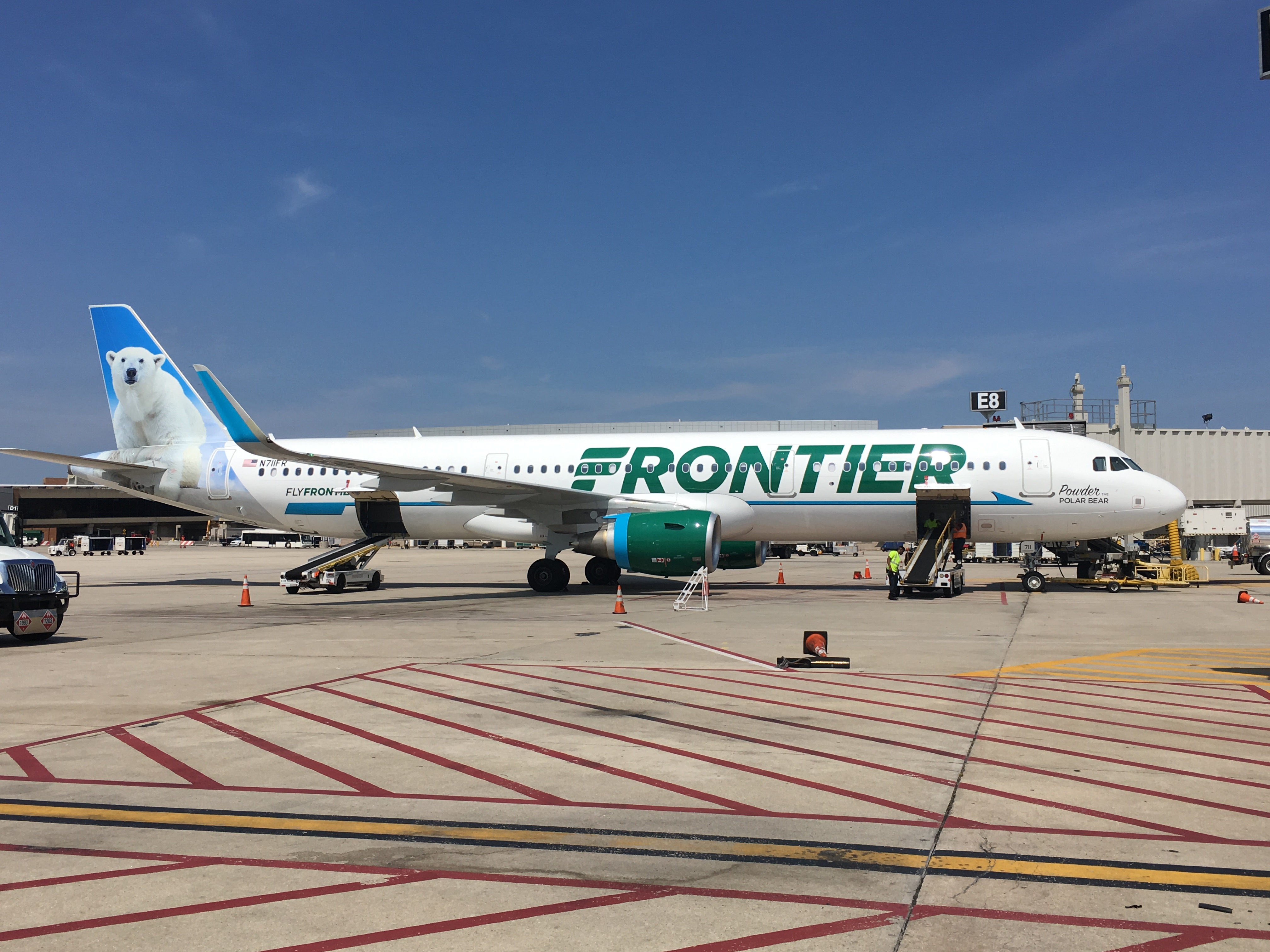
A321

### Anciens avions de la compagnie
- Airbus A318-100
- Airbus A319-100
- Boeing 737-200
- Boeing 737-300
- De Havilland Canada DHC-8-400
- Embraer ERJ-170

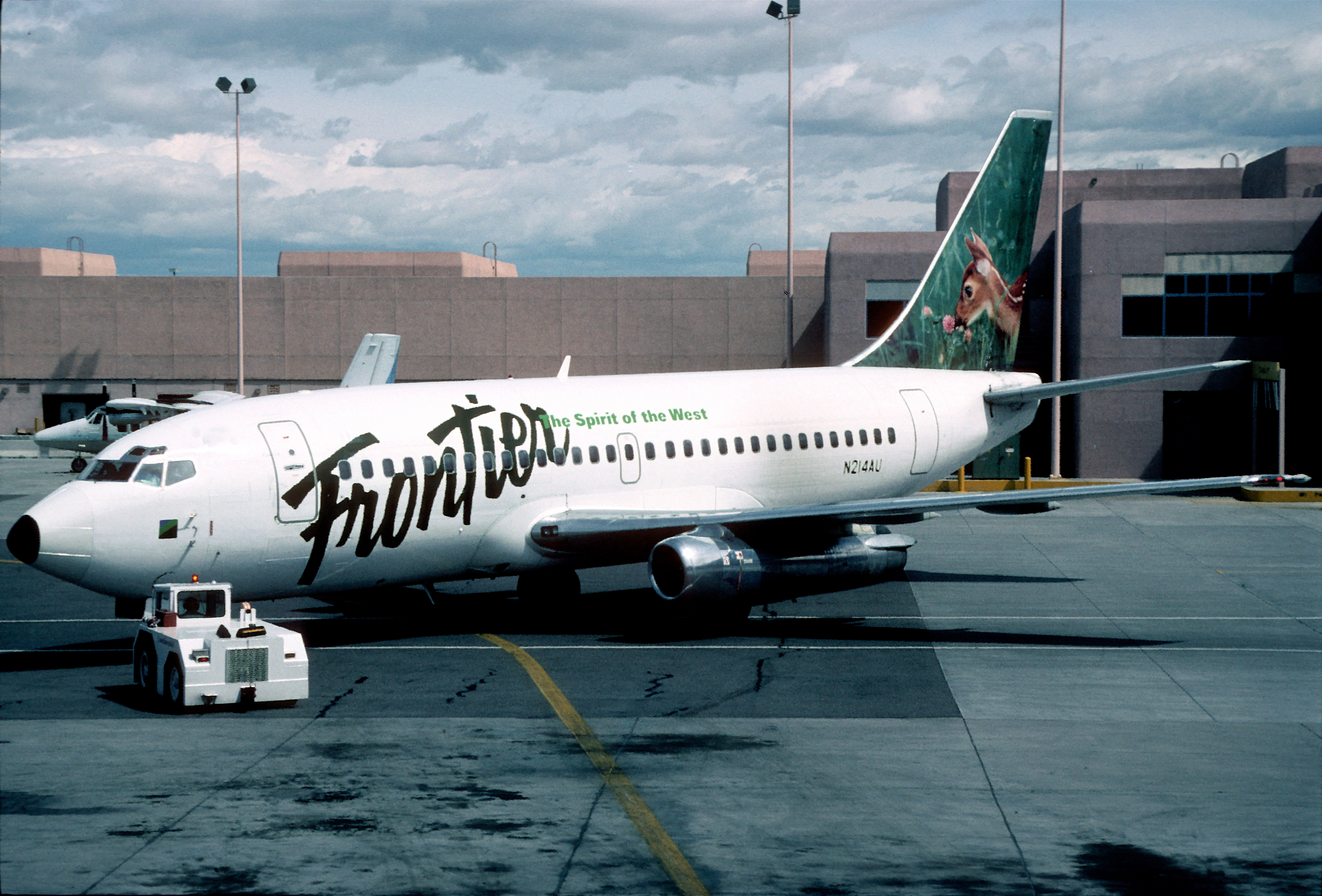
Boeing 737-201 en 1995
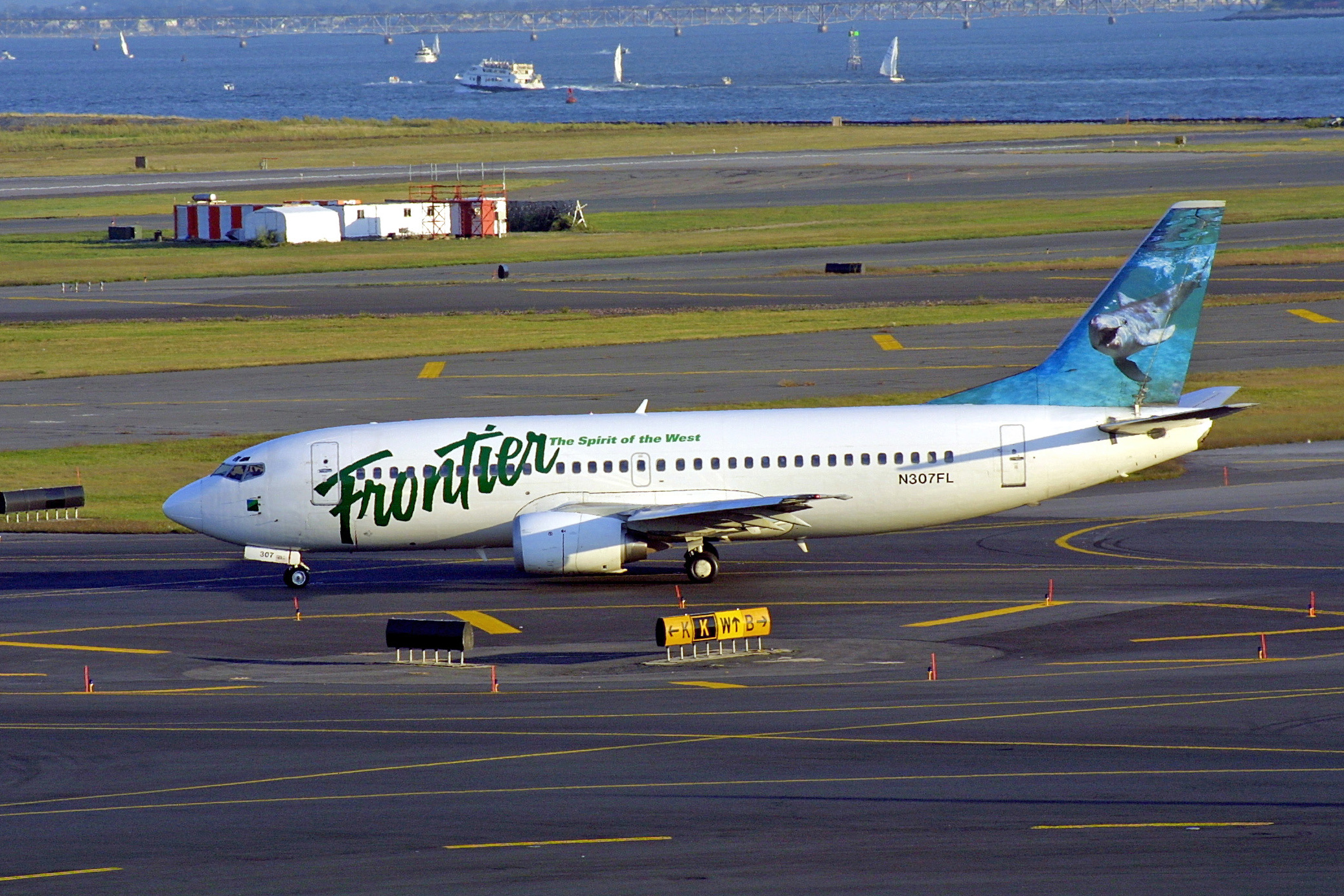
Boeing 737-300
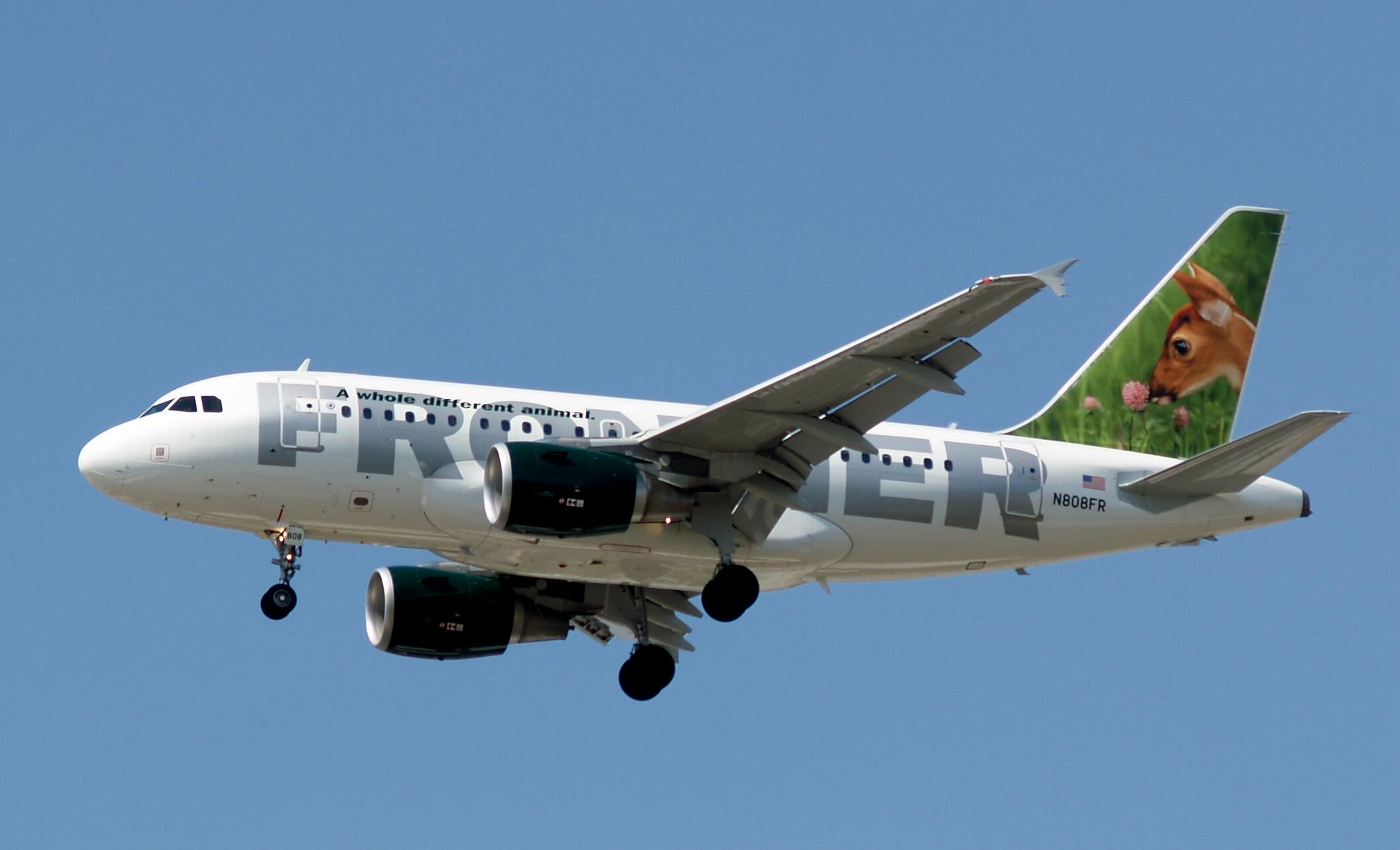
A318-111
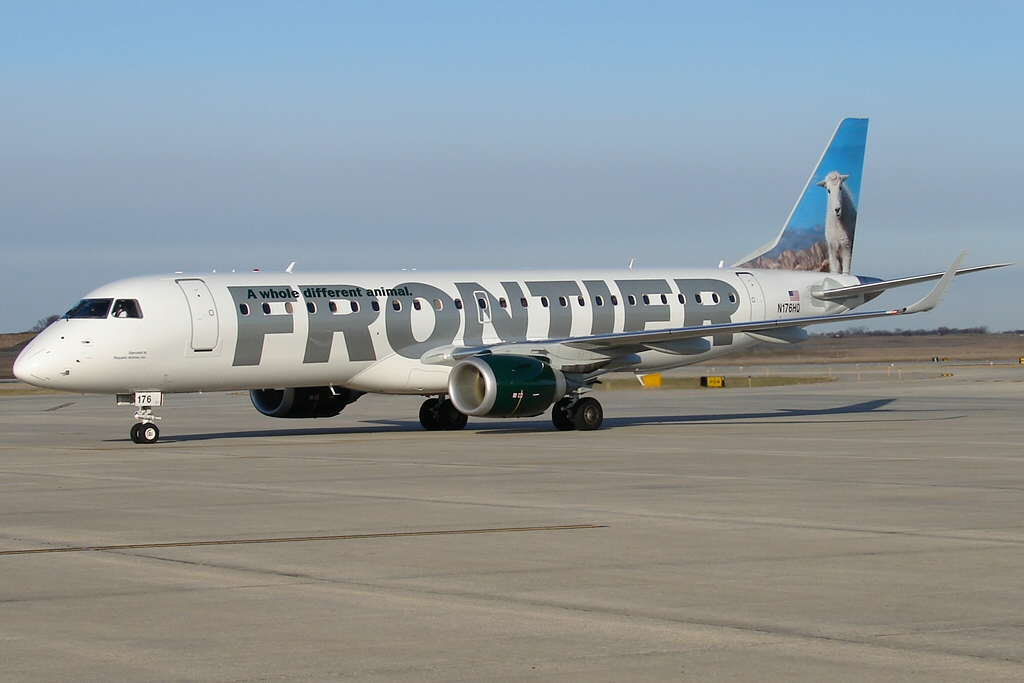
Embraer 190
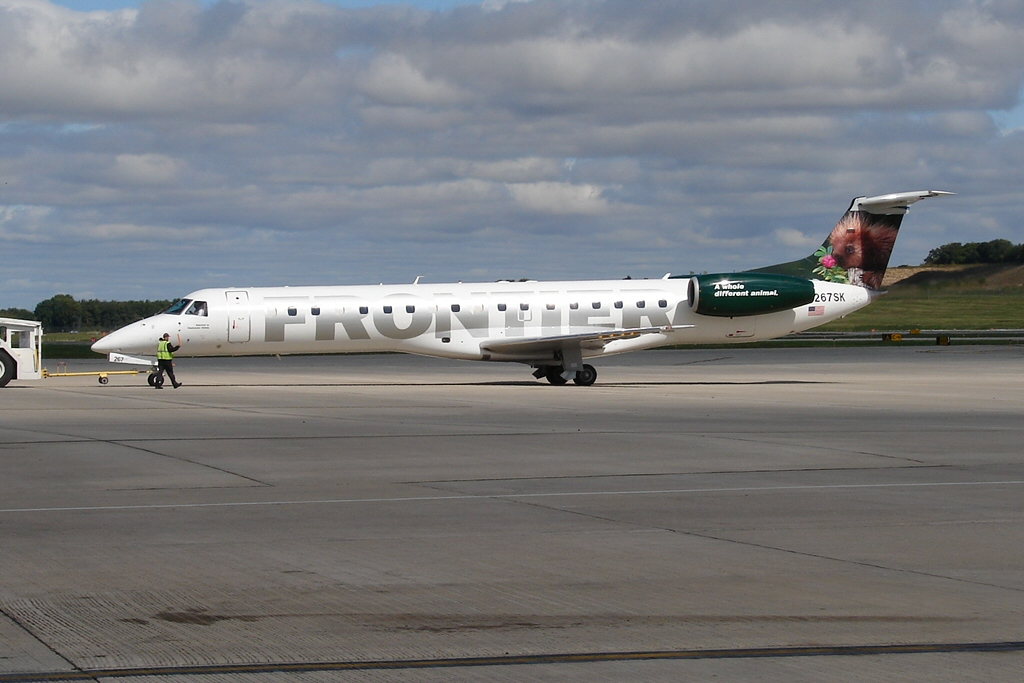
Embraer 145

### Livrée
Ses Airbus ont un fuselage blanc, avec le nom FlyFrontier.com écrit en capitales argentées sur toute la longueur de l'appareil. Leur dérive est décorée par une photo d'animal sauvage : chaque avion arbore une photo différente et est surnommé d'après son animal (par exemple N901FR est Wolf "Wally", N902FR est Wood Duck "Woody"...).

Logo
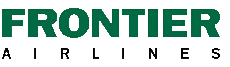
Utilisé jusqu'en 2014
Logo à partir de 2014

Les différentes livrées
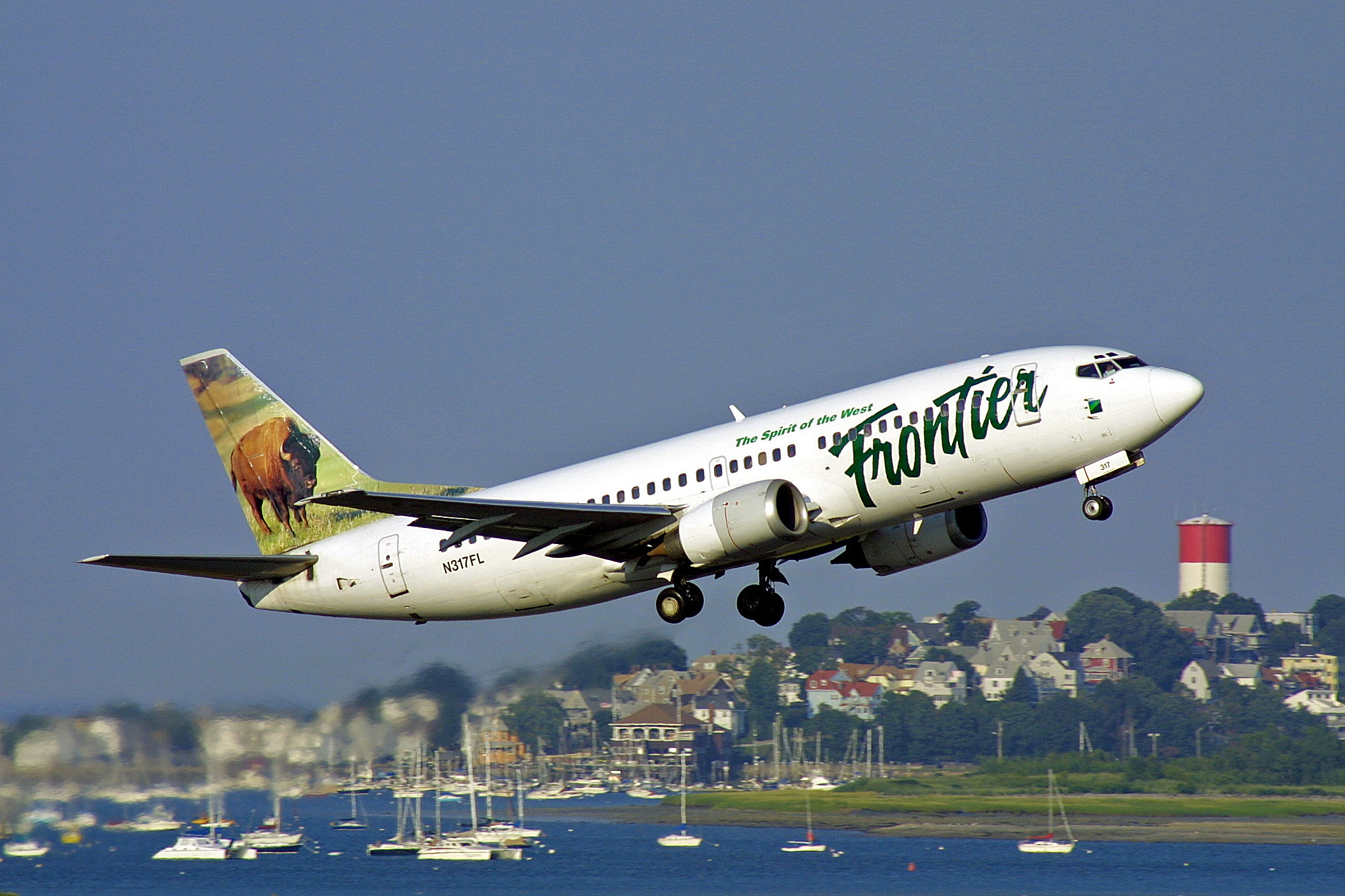
Ancienne livrée
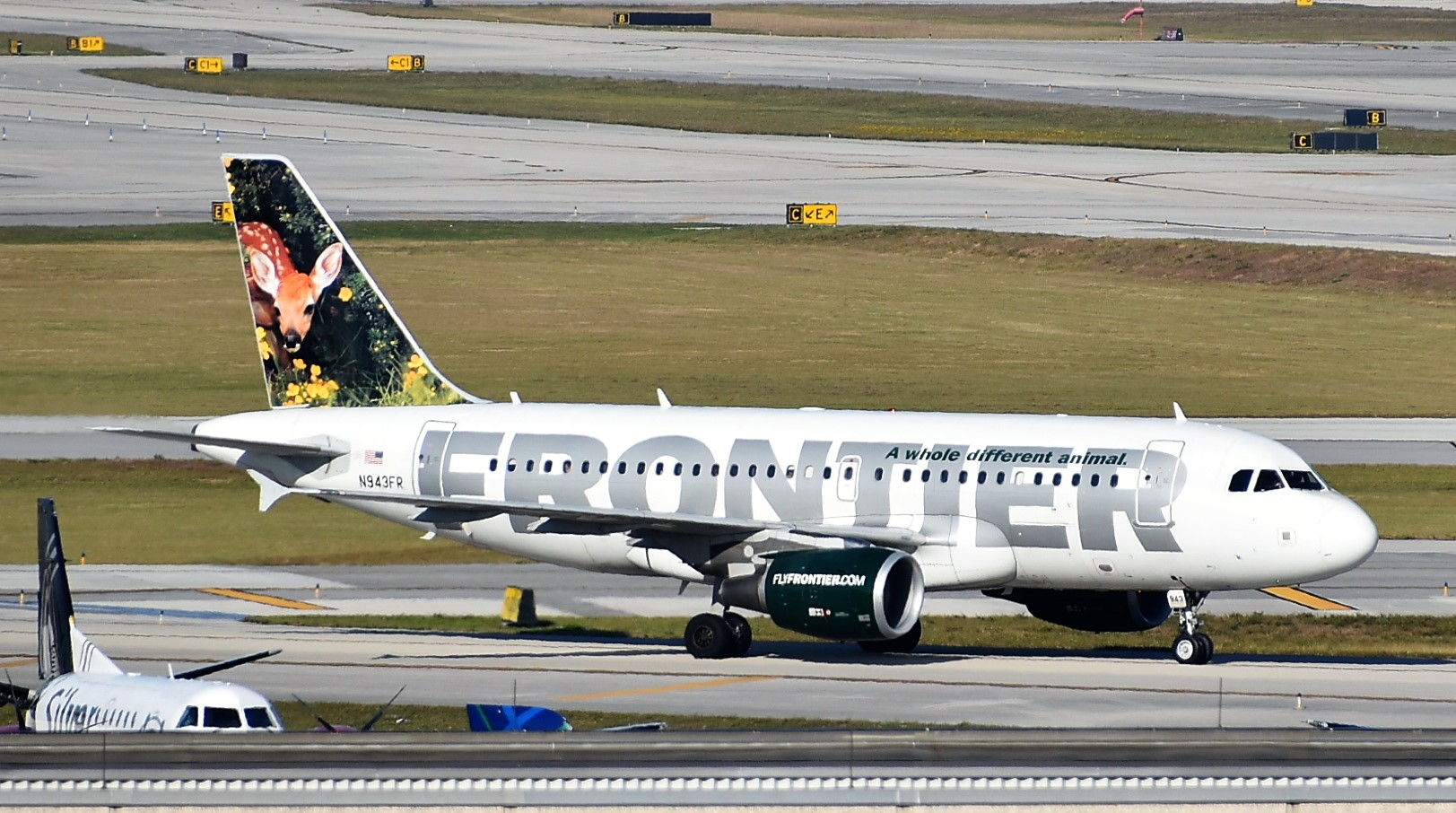
Livrée progressivement remplacée à partir de 2014
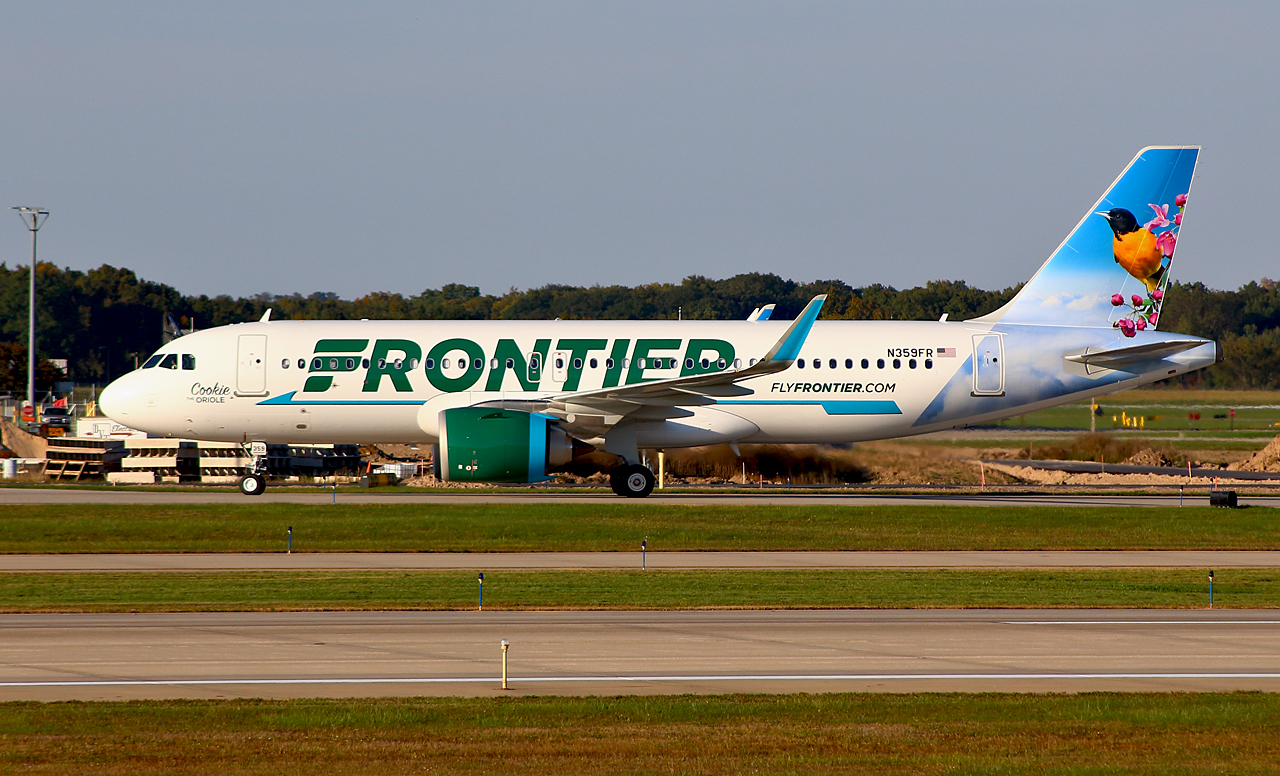
Livrée actuelle déployée à partir de 2014

## Galerie

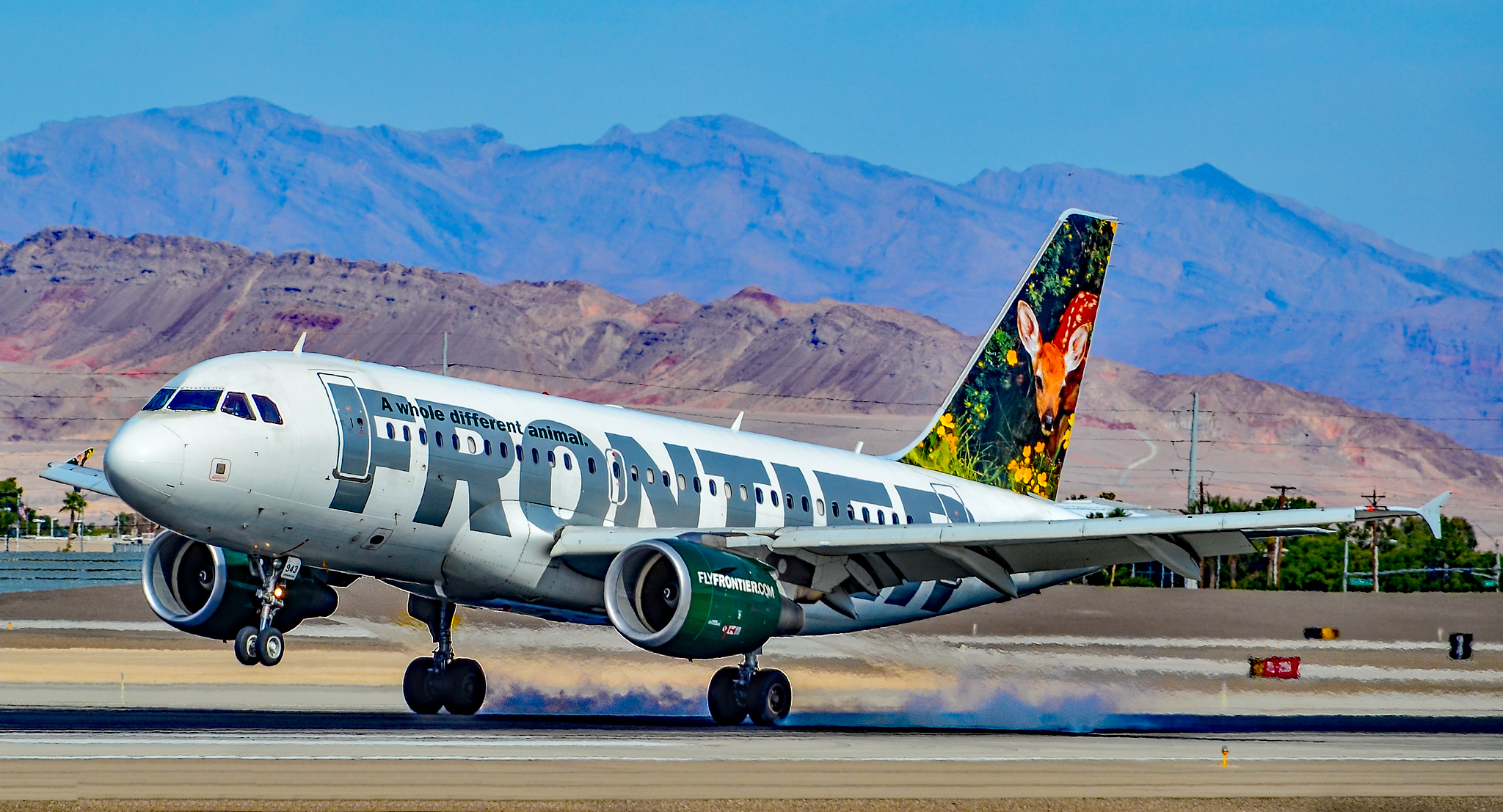
Airbus A319-100
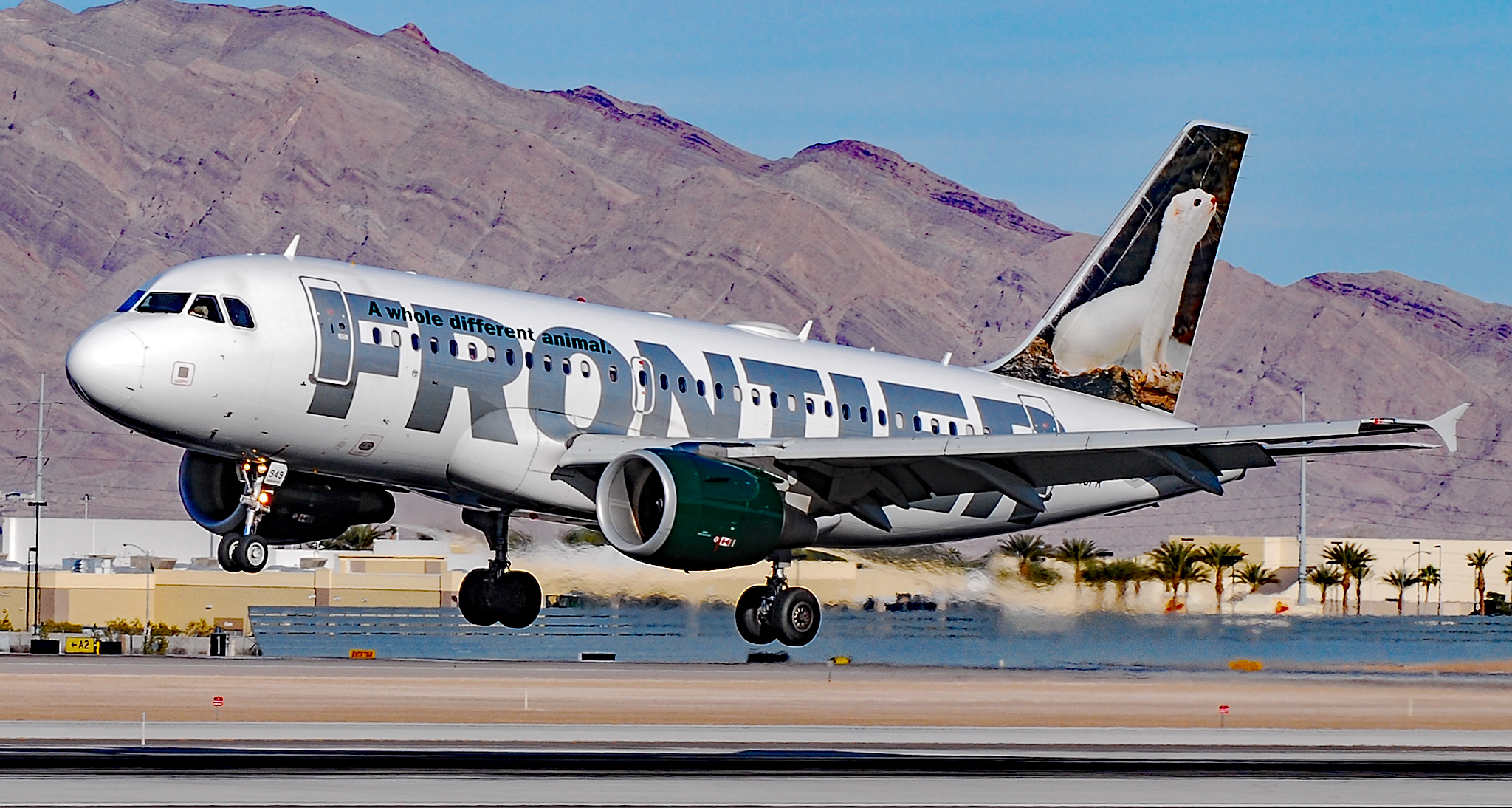
A319
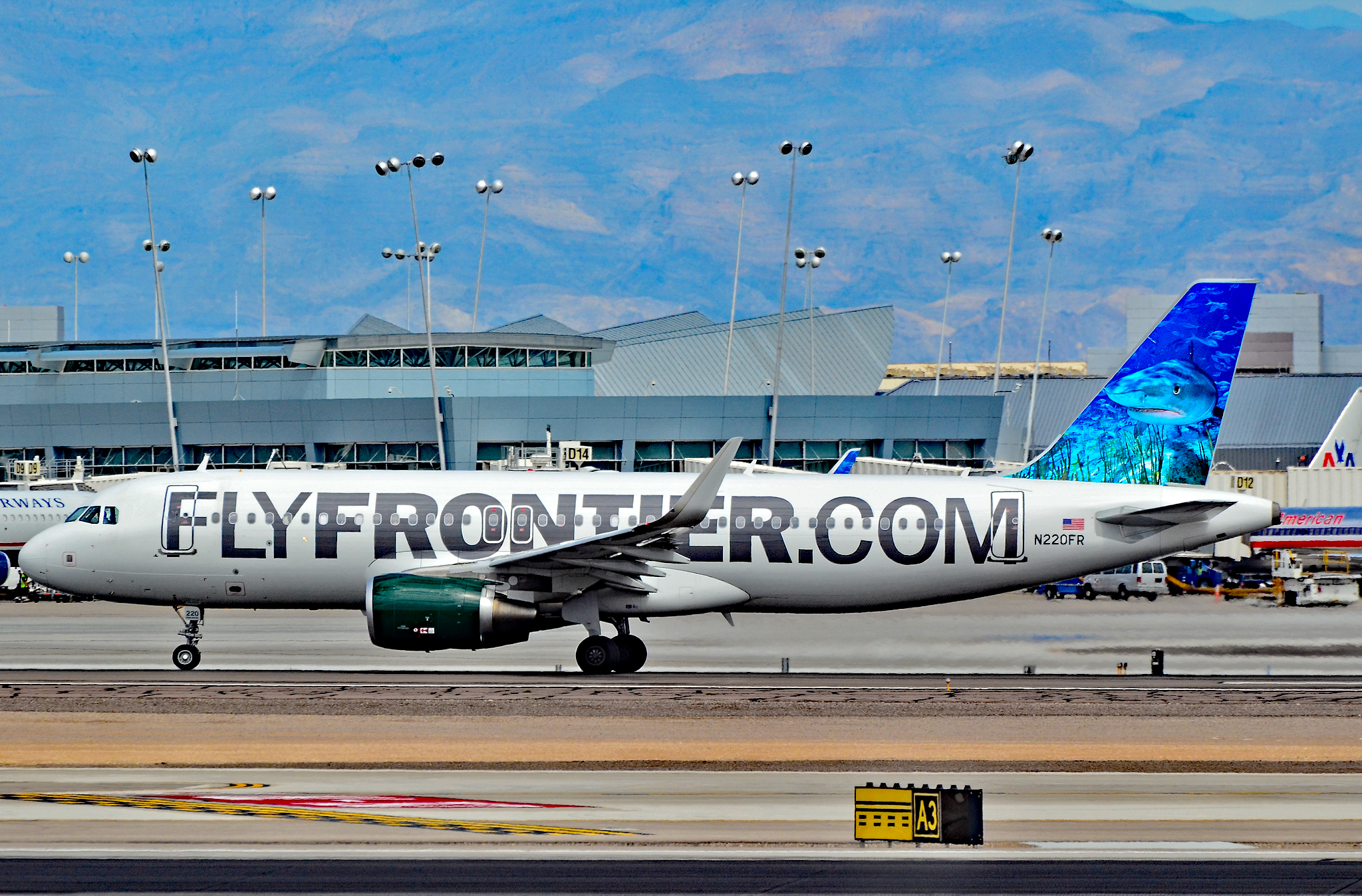
A320-214
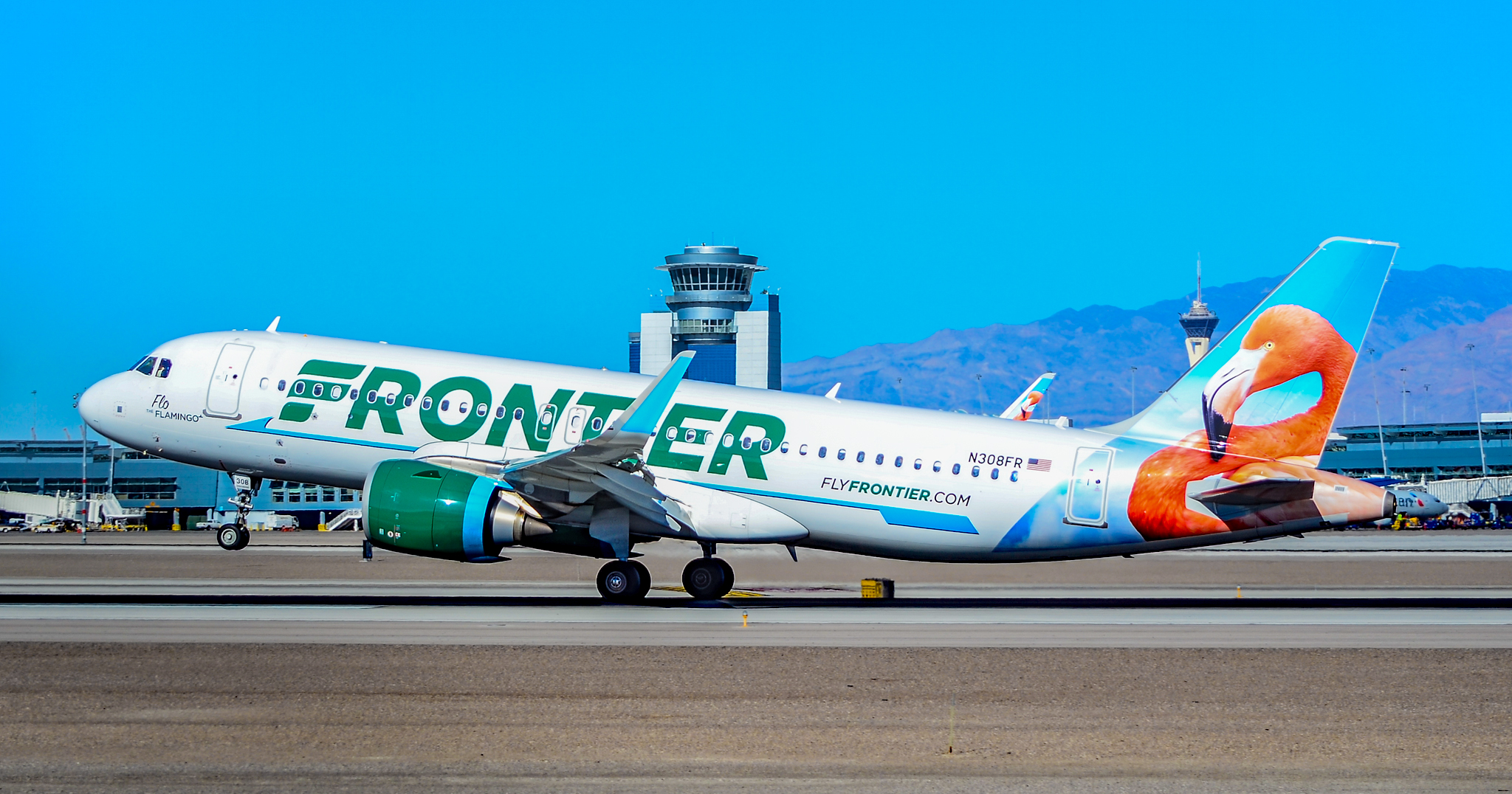
A320neo
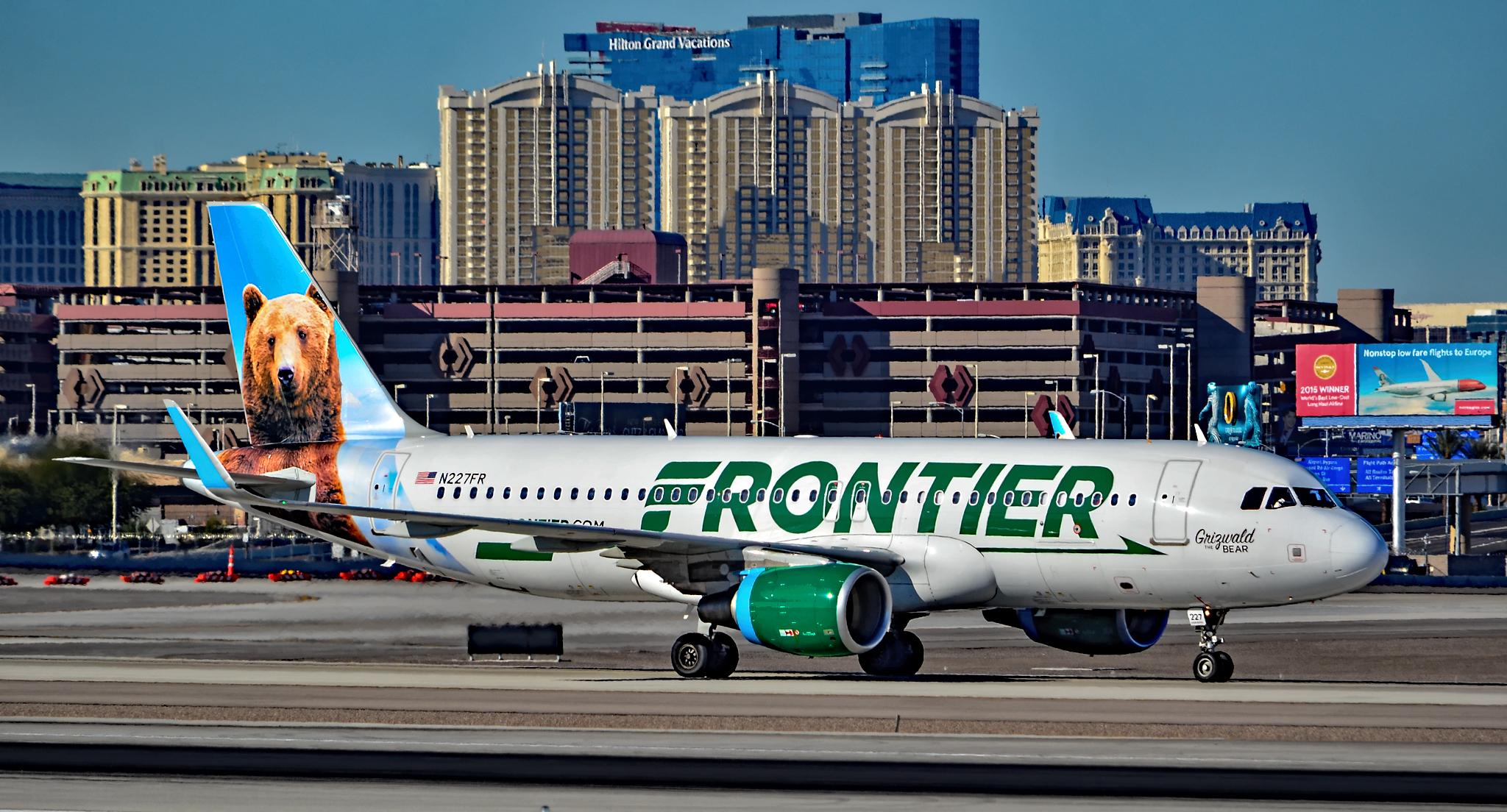
A320-214
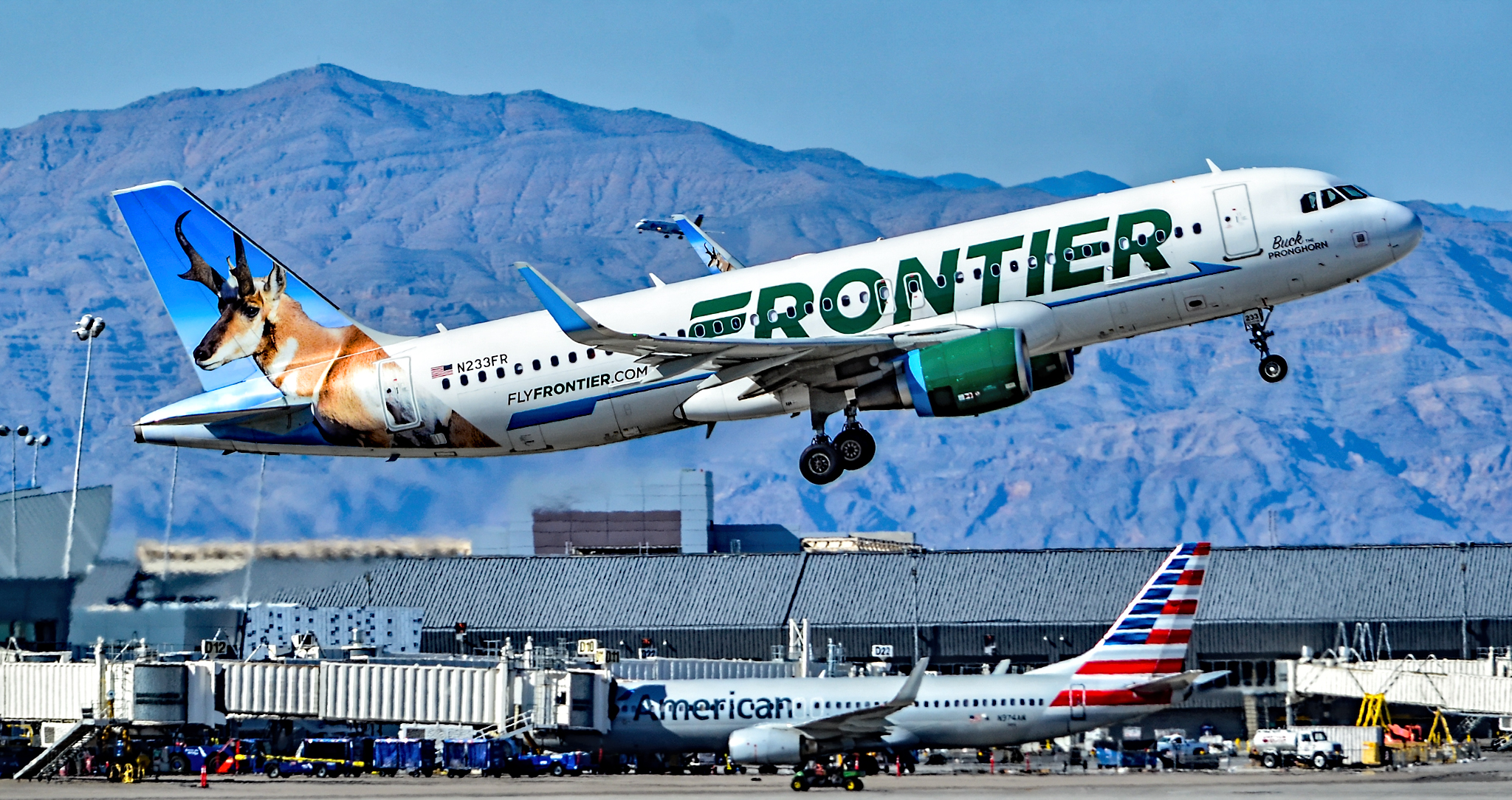
A320-214